# حزب آفرو-شیرازی
حزب افرو-شیرازی (به انگلیسی: Afro-Shirazi Party)، با نام مخفف ASP یکی از احزاب منحل شده و قدیمی در زنگبار و پمبا است.
این حزب در سال ۱۹۵۷ با نام اتحادیه افرو-شیرازی (Afro-Shirazi Union) توسط شیخ عبید امانی کرومی و با هدف اولیهٔ دفاع از منافع قوم شیرازی و بانتو‌ها در زنگبار و پمبا تأسیس شد.
اتحادیه افرو-شیرازی از اتحاد بین حزب ایرانی شیرازی(Persian Shirazi Party) با اکثریت قومی ایرانی‌های ساکن زنگبار و حزب آفریقا با اکثریت آفریقایی‌ها، در جزیرهٔ زنگبار ایجاد شد. هم‌زمان ائتلاف حزب ملی زنگبار - حزب مردم زنگبار که در اختیار اکثریت اعراب (مورد حمایت دولت انگلستان و پادشاهی عمان بود) نیز در این کشور شکل گرفت. هر چند که بزرگی اتحادیه شیرازی به اندازهٔ اتئلاف حزب ملی – مردم اعراب نبود، اما این اتحادیه منجر به شکست احزاب ائتلافی اعراب در انقلاب ۱۹۶۴ زنگبار شد.
این اتحادیه در اواخر سال ۱۹۶۳ به حزب افرو-شیرازی تغییر نام یافت. در دسامبر ۱۹۶۳، سلطان زنگبار و پمبا با قدرت ائتلاف دو حزب مردم و ملی، اعلام استقلال کرد.
در ژانویه ۱۹۶۴، یک جوان انقلابی با نام فیلد مارشال جان اوکلو، در انتهای سلطنت خونین پادشاه، زنگبار و پمبا را جمهوری مردمی اعلام کرد. او با حمایت ائتلاف شیخ عبید کرومی و حزب اوما به ریاست عبدالرحمان محمد بابو به قدرت رسید. شیخ عبید پس از چندی، از تمام مسئولیت‌های خود در حزب افرو-شیرازی استعفا داد و رئیس جمهور زنگبار شد. در این زمان حزب افرو-شیرازی تنها حزب صاحب قدرت و مجاز در زنگبار بود.
در سال ۱۹۶۴، دو کشور زنگبار و تانگانیکا با یکدیگر ادغام شدند و اتحادیه جماهیر تانزانیا را پایه‌گذاری کردند. پس از این ادغام، کرومی (که اینک به نخست وزیری زنگبار و تانزانیا رسیده بود) و حزب شیرازی که نه تنها تمام قدرت خود را در زنگبار حفظ کرد، به دنبال حمایت کشورهای اروپای شرقی و به خصوص اتحاد جماهیر شوروی بود. در سال ۱۹۷۲، کرومی از ریاست حزب شیرازی برکنار شد.
موینی عبید جومبی رئیس جمهوری بعدی زنگبار شد. او در سال ۱۹۷۷ اجازه داد تا حزب شیرازی با حزب تانو که حامی رئیس جمهور تانزانیا بود، ادغام شود. حزب جدید، حزب ایالات انقلابی نام دارد.